# 茨城県道236号筑波公園永井線

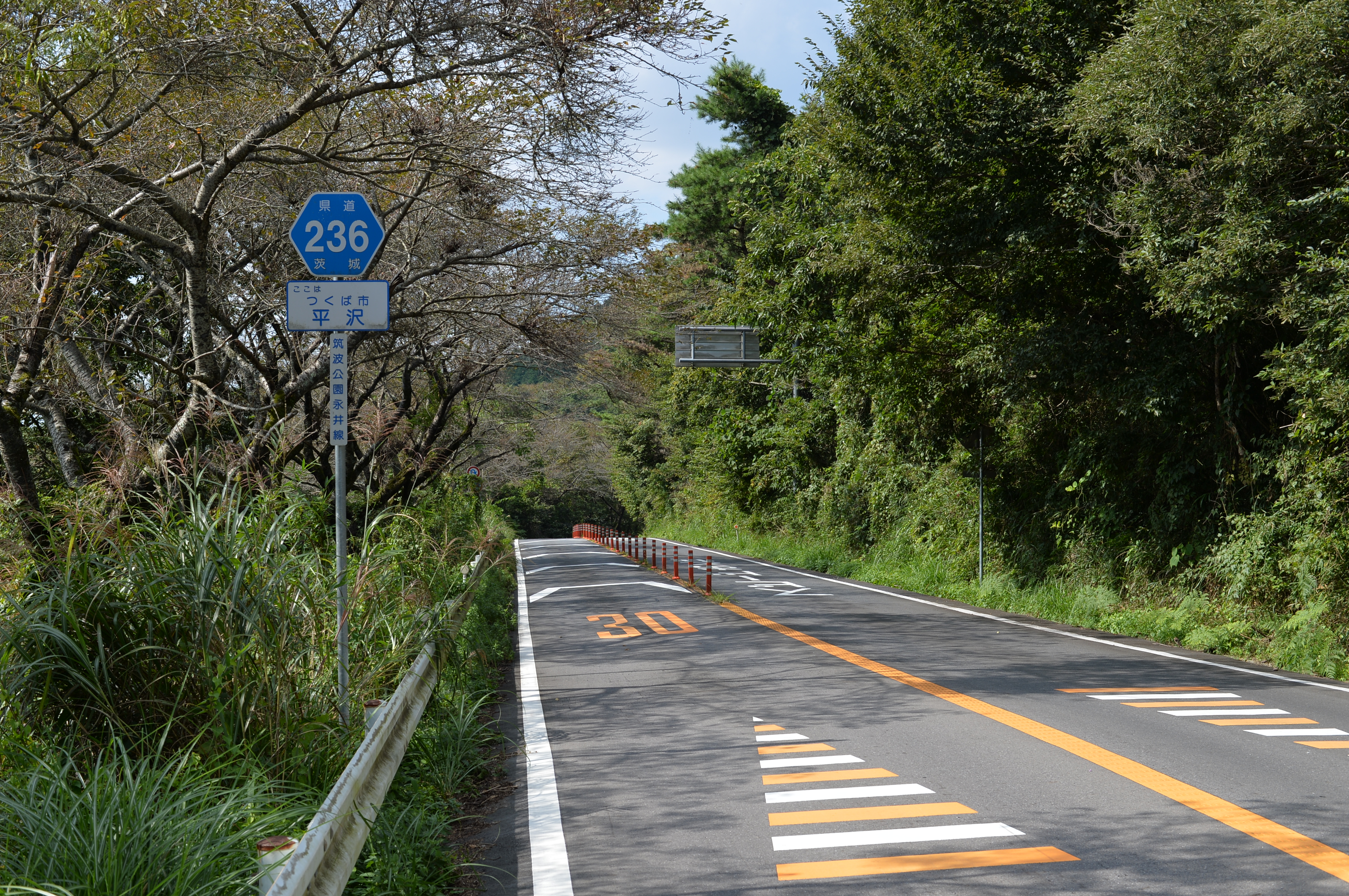
茨城県道236号筑波公園永井線
つくば市平沢（2014年9月）
表筑波スカイライン区間。路面のΔマークは、暴走行為抑止や減速を目的として、あえて路面に凸凹を設け注意を促す為にマーキングを施している。

茨城県道236号筑波公園永井線（いばらきけんどう236ごう つくばこうえんながいせん）は、茨城県石岡市から土浦市に至る一般県道である。通称は、筑波パープルライン。

## 概要
関東平野にそびえる筑波山の尾根筋を走る道路で、筑波山の東側より中腹の筑波山ロープウェイにアクセスする路線である。大きく2つの区分に分けられ、筑波山のつつじヶ丘へアプローチする観光道路（筑波パープルライン）区間と、茨城県立青年の家にアクセスする東筑波の稜線沿いに山中を麓の永井地区まで下る（登る）林道区間からなる一般県道である。
風返峠を境に、起点側が筑波スカイライン、終点側が表筑波スカイラインの通称を持ち、これらを総称して筑波パープルラインと呼ばれる。

### 路線データ
- 起点：茨城県石岡市小幡字横道2133番6地先（筑波山ロープウェイつつじヶ丘駅前）[2]
- 終点：茨城県土浦市永井（茨城県道53号つくば千代田線交点）
- 総延長：15.962 km[3]
- 重用延長：0.010 km[3]
- 未供用延長：4.440 km[3]
- 実延長：11.512 km[3]
- 自動車交通不能区間延長[注釈 1]：なし[3]

## 通称
筑波スカイライン
起点のつつじヶ丘から風返峠までの区間の道路。かつては茨城県道路公社が管理する有料道路であった。有料道路時代の筑波スカイラインは、筑波町（現在のつくば市）筑波字東山から風返峠（料金所）を経て、つつじヶ丘を終点とする延長4.36 km、幅員6 mの道路で、1963年（昭和38年）10月から1965年（昭和40年）3月にかけて茨城県開発公社によって建設され、同年4月に供用された。現在は、東山 - 風返峠間は茨城県道42号笠間つくば線の路線となっており、残存区間が本路線に指定されている。

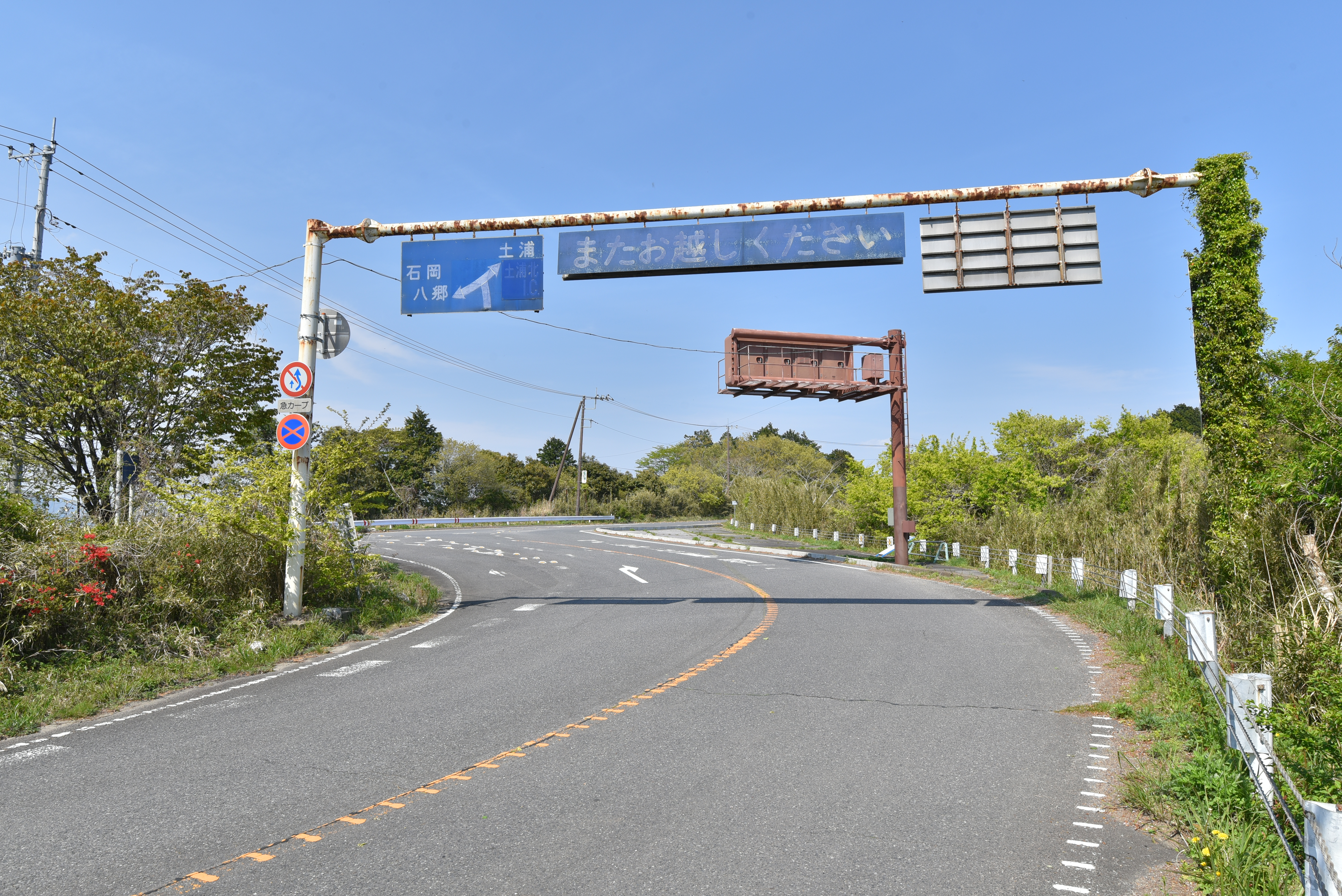
表筑波スカイラインの終点

表筑波スカイライン

風返峠から朝日峠までの区間の道路。かつては茨城県道路公社が管理する有料道路であった。有料道路時代の表筑波スカイラインは、風返峠から朝日峠までの尾根沿いを通る延長9.96 km、幅員5.5 mの道路で、1972年（昭和47年）12月から1974年（昭和49年）9月にかけて建設され、同年10月に供用された。この当時は、不動峠（不動橋）を境に有料区間が分かれ、不動峠に料金所と途中10ケ所の駐車場が設けられていたが、無料化以後は一部の駐車場を除き撤去されている。
筑波パープルライン
筑波スカイラインと表筑波スカイラインを合わせた道路の総称。「パープル」は、筑波山の雅称・紫峰に由来する。
フルーツライン
土浦市から朝日峠を越えて、石岡市八郷地区を経由して笠間市へ至る広域道路。朝日峠付近の尾根沿いの一部区間が、本県道に指定されている。

## 歴史
- 1965年（昭和40年）4月29日：「筑波スカイライン」の区間が供用開始される。
- 1972年（昭和47年）
  - 7月24日：新規路線として県道筑波公園永井線（整理番号391）が認定される[6]。
  - 12月8日：筑波公園永井線に指定されている有料道路「表筑波スカイライン」の改築工事を着工[7]。
- 1973年（昭和48年）5月4日：道路区域（筑波郡筑波町大字臼井から新治郡新治村大字小野まで、延長9.89 km）が決定する[8]。
- 1974年（昭和49年）9月30日：「表筑波スカイライン」の工事完了[9]。道路区域が筑波郡筑波町大字筑波（風返峠）から新治郡新治村大字小野まで（延長9.96km）に変更される[10]。
- 1974年（昭和49年）10月1日：筑波郡筑波町大字筑波（風返峠）から新治郡新治村大字小野まで（延長9.96 km）の「表筑波スカイライン」区間が供用開始される[11]。通行料（全線）は、普通乗用車450円、普通貨物車500円、小型乗用車・小型貨物車300円、軽自動車200円、自転車30円、原動機付自転車100円、軽車両50円[5]。
- 1977年（昭和52年）12月1日：「表筑波スカイライン」料金改定（普通車600円、大型車(I)900円、大型車(II)2,100円、軽自動車400円、軽車両等50円）[12]。
- 1995年（平成7年）3月30日：整理番号391から現在の番号（整理番号236）に変更される[13]。
- 1997年（平成9年）4月1日：「表筑波スカイライン」料金改定（普通車620円、大型車(I)940円、大型車(II)2,200円、軽自動車420円、軽車両等50円）[14]。
- 2004年（平成16年）10月1日：「表筑波スカイライン」区間が無料開放される。
- 2006年（平成18年）4月27日：「筑波スカイライン」の無料化と本県道移管にともない、道路区域（風返峠から石岡市小幡のつつじヶ丘まで）が1.713 km延伸され供用開始される[2]。

## 路線状況
起点である筑波山のつつじヶ丘から尾根沿いに南下し風返峠まで下り（筑波スカイライン）、筑波山地の東の尾根筋に沿ってワインディングロードが延び、フルーツライン交点である朝日峠まで緩いアップダウンのある2車線の舗装路が続く（表筑波スカイライン）。フルーツラインからホテルいやしの里へ向かう左折路へ進入すると、ほどなく普通車１台がやっと通行可能な幅員しか持たない未舗装路へ変わり、このダート区間は茨城県立中央青年の家付近まで続く。再び舗装路となって尾根から山を下り、終点の土浦市永井地区で茨城県道53号つくば千代田線と交差する。
新緑や紅葉シーズンは人気ルートのため渋滞することがある。自転車は通行することができるが、原動機付自転車・自動二輪車の通行が制限されており、筑波スカイライン区間において19時から翌朝8時まで通行止めとなるため、ライダーは19時になる前に当該区間より茨城県道42号笠間つくば線などを経由して下りきっておく必要がある。また、表筑波スカイライン区間は終日通行止めである。

### 道路施設

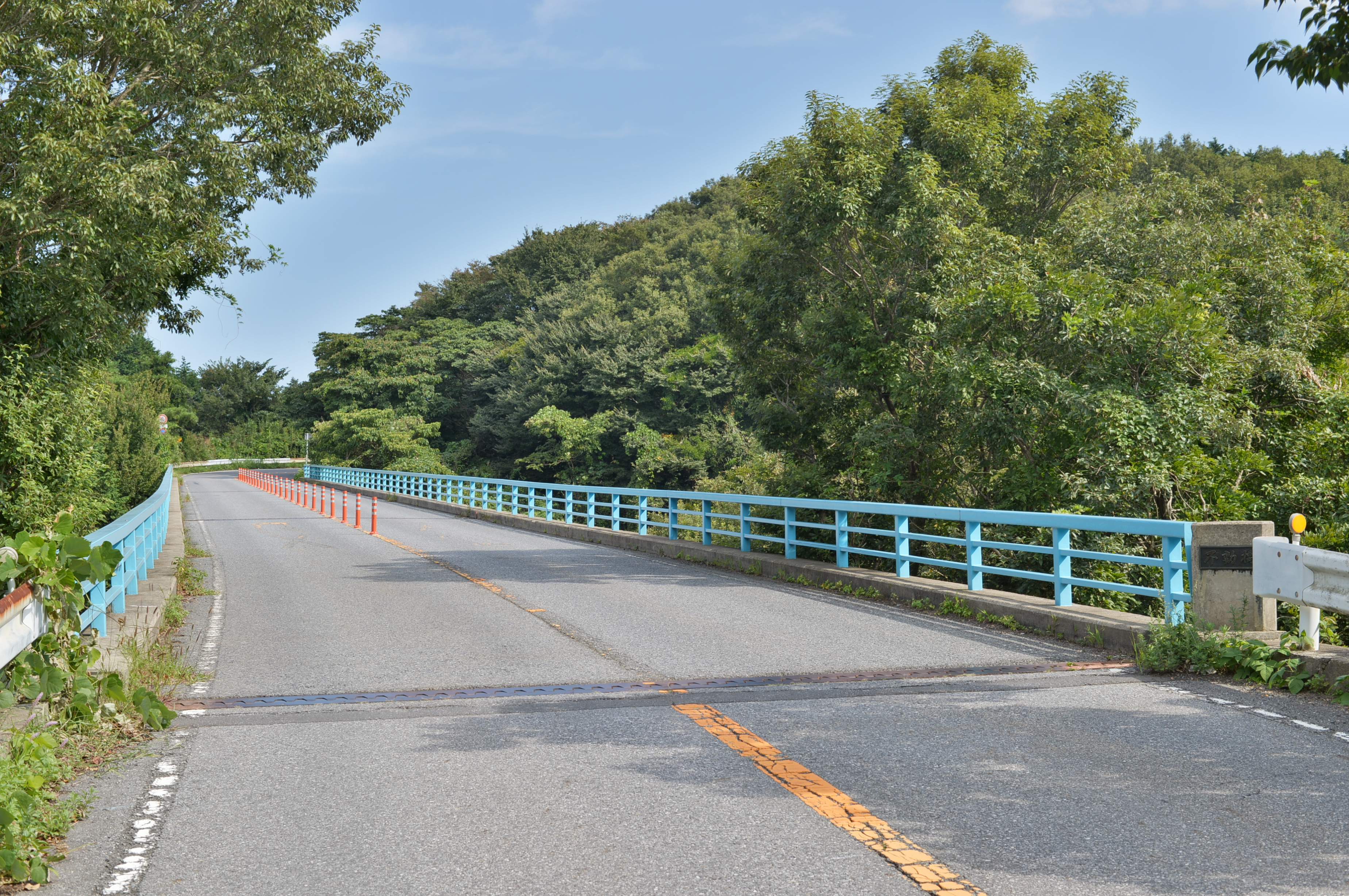
不動橋

- 富士見橋（つくば市筑波） - ループ橋
- 不動橋（つくば市平沢 - 石岡市仏生寺）

ふどうはし。筑波山地の稜線上にある不動峠の真上に架かる3径間鋼鈑桁橋。昭和49年9月竣功。地理的には、ほぼ風返し峠と朝日峠の中間に位置する。橋の真下に、茨城県道138号石岡つくば線が峠越えの道路として通過しており、両県道は不動峠から不動橋のたもとまで連絡する一般道によって接続されている。

## 地理

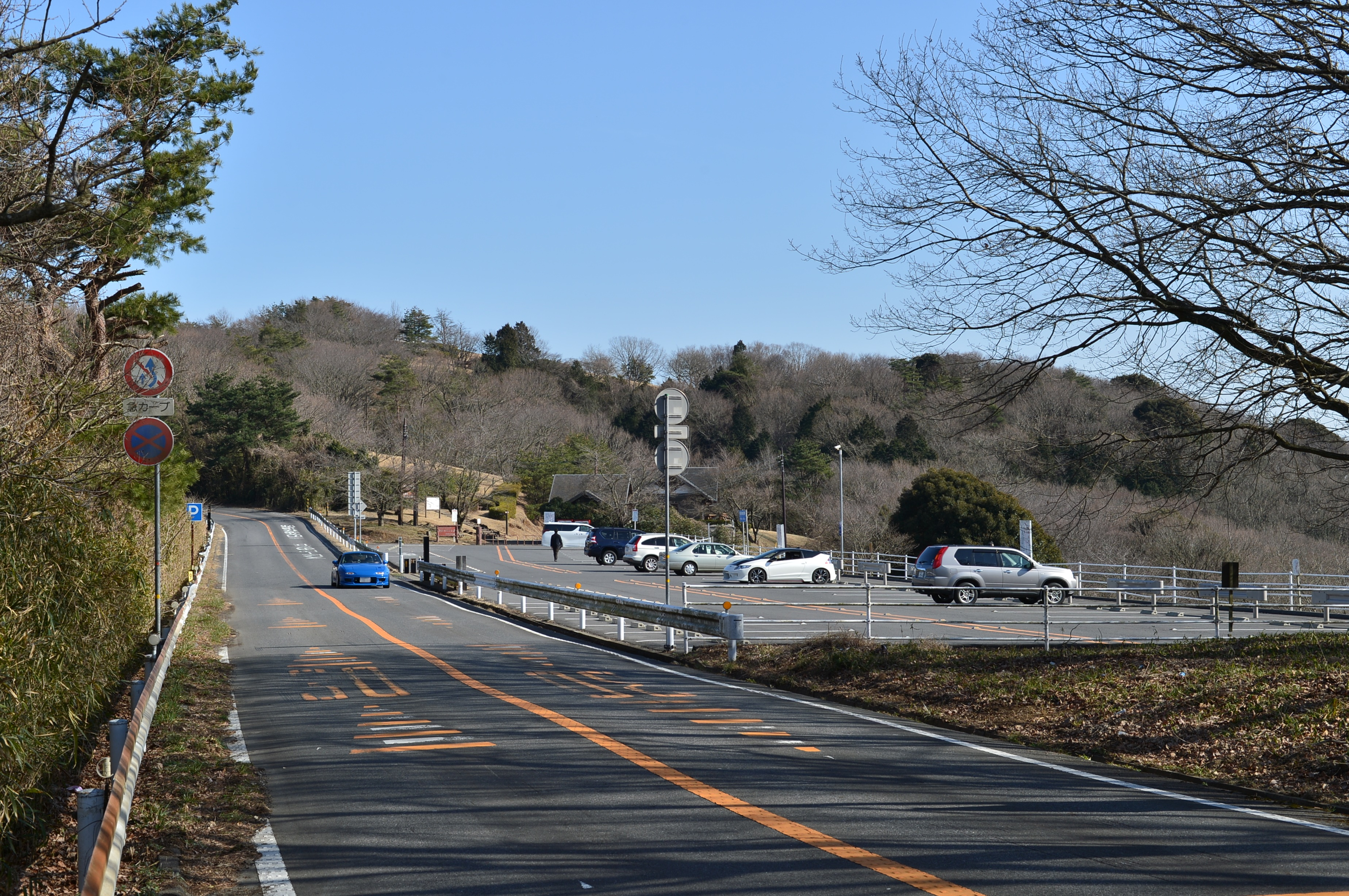
朝日峠付近にある標高262mの朝日峠駐車場。関東平野を眺める展望台となっているほか、公園も併設される。利用時間は午前9時から午後4時までで、利用時間外は駐車場の門は閉鎖される。（2016年2月）

起点のつつじヶ丘には、400台収容可能な駐車場があり、ここからロープウェイを利用して筑波山登山観光することができる。道は尾根に沿うためカーブが多いが展望が良く、沿道の朝日峠駐車場や筑波山から関東平野が一望できる。

### 通過する自治体
パープルライン区間の筑波山地の稜線が、つくば市と石岡市の境界線または、土浦市と石岡市との境界線であり、本県道路線は何度も繰り返し市境界線を越えていくので、交互に両市を行き来することになる。
- 茨城県
  - つくば市 - 石岡市 - 土浦市

### 交差する道路
- 茨城県道42号笠間つくば線（つくば市筑波 - 石岡市小幡）
- 茨城県道138号石岡つくば線（つくば市平沢 - 石岡市小幡）- 立体交差しており直接交差はしていない。
- 茨城県道53号つくば千代田線（終点・土浦市永井）

### 沿線
- 筑波山
- 筑波山ロープウェイつつじヶ丘駅（つくば市筑波）
- 茨城県立中央青年の家（土浦市永井）